# Хелмнска земља
Хелмнска земља (пољски: Ziemia chełmińska) је део историјске регије Померелија, смештеном у централно-северном делу Пољске.
Хелмнска земља је добила име по граду Хелмну. Највећи град у региону је Торуњ ; други већи град је Груђондз.
Налази се на десној обали реке Висле, од ушћа Дрвеце (јужна граница) до Осе (северна). Његова источна граница је Лубава земља.
Регион се, у зависности од периода у ком се анализира као и тумачења, може интегрисати у друге веће регионе: Мазовију, Померанију или Пруску. Тренутно се у Пољској класификује као део Помераније, због јаких веза са Гдањском Померанијом у последњим вековима, са којом се заједнички назива Вислинском Померанијом (пољски: Pomorze Nadwiślańskie), иако има блиске везе и са суседном Кујавијом. Као резултат тога, чини део Кујавско-Поморског војводства, иако се мали део Хелмнске земље налази у Варминско-мазурском војводству. У почетку је то био најзападнији део Мазовије у оквиру средњовековне Пољске, посебно након фрагментације Пољске. Према немачкој историографији, класификована је као део Пруске, иако није била део прехришћанске Пруске. Нису је насељавали Стари Пруси, већ словенски Лехити, који су у 10. веку постали део новонастале државе.
Хелмнска земља се граничи са Гдањским Померанијом и Повислом на северу, Мазуријом на североистоку, Добжињском земљом на југоистоку и Кујавијом на западу.

## Историја

### Средњовековни период
Први историјски запис о Хелмну и Хелмнској земљи се јавља у 1065. годино када је Болеслав II из Пољске доделио пореску привилегију опатији у оближњем Могилну. У документу се наводи Хелмно („Кулмине“) заједно са другим градовима који су тада припадали Мазовијском војводству. Подручје, будући да је најближе Пољанима, населили су лехитски Кујавци и племена из Велике Пољске. Мазовце је предводио Мазос, који је напустио пољског војводу Болеслава I и потражио уточиште код Пруса. Након што је област освојена од стране владара Пољана, Хелмно је постао локални центар кастеланије. Хелмнска земља је христијанизована у 11. веку.
Према тестаменту војводе Болеслава III Кривоустог, Хелмнска земља након његове смрти 1138. године постаје део Мазовског војводства којим су управљали његов син Болеслав IV Коврзави и његови потомци у периоду феудалне фрагментације Пољске.
До 13. века територија је била предмет пљачкашких напада паганских Старих Пруса. Град Хелмно је опљачкан 1216. године. Године 1220. Конрад I од Мазовије, уз учешће осталих пољских војвода, предводио је делимично освајање провинције, али успостављање пољске одбране провинције није било реализовано због сукоба између војвода. Довео је крсташке витезове из Добжиња у Мазовију, где су 1224. године саградили замак као базу за нападе против Пруса. Као резултат тога, територија је поново опљачкана и опустошена пруским нападима, што је довело до процеса депопулације.
Будући да је био умешан у борбе унутар династије на другим местима и преслаб да се сам носи са Прусима, Конрад је морао да заштити становништво и успостави границе од паганских Старих Пруса, јер је и његова територија Мазовија била у опасности након што су Пруси опсели Плоцк. Конрад је доделио већ разорену Хелмнску земљу Тевтонским витезовима, дајући им првобитно Њешаву. Такође је довео немачке досељенике у Плоцк.
Године 1226. војвода Конрад I од Мазовије затражио је помоћ Тевтонског реда како би заштитио Мазовију и допринео христијанизацији региона. Заузврат, витезови су требали да задрже Хелмнску земљу као феуд.Земља је представљала основу Монашке државе Тевтонских витезова и њеног потоњег освајања Пруске.
Тевтонски ред је добио царску булу од цара Фридриха II пре уласка у Пруску. Године 1243, папски легат Вилијам од Модене дели Пруску на четири дијецезе под надбискупом Риге, при чему је град постао номинално седиште римокатоличке дијецезе Хелмно (катедрала и резиденција бискупа су се заправо налазили у суседној Хелмжи).
Тевтонски витезови су окупирали регион, упркос папским пресудама да га врате Пољској. Регион је био сведок снажног отпора током ратовима 1414. и 1431–1435. године, при чему је племство одбијало да служи у тевтонској војсци, а неки пољски племићи су се борили на страни Пољске. Град Торуњ је одбијао да плаћа порез тевтонским витезовима, не желећи да финансира њихов рат.
Године 1440. основана је антитевтонска Пруска конфедерација, а међу њеним оснивачима били су градови Хелмнске земље, укључујући Торуњ, Хелмно, Груђондз и Бродница. Градска већа Хелмна и Торуња, као и витезови Хелмнске земље, били су званични представници конфедерације. Године 1454. конфедерација је покренула устанак против Тевтонског реда и обратила се пољском краљу Казимиру IV Јагелону са захтевом да дође до уједињења региона са Пољском. Краљ је пристао и потписао акт о инкорпорацији, након чега је избио Тринаестогодишњи рат. Представници из региона су уз племство, витезове, градоначелнике и локалне званичнике свечано положили заклетву на верност пољском краљу и Краљевини Пољској на церемонији одржаној у Торуњу 1454. године. Рат је окончан победом Пољске, а Другим миром у Торуњу 1466. године потврђен је повратак Хелмнске земље пољској круни. Административно је формирано Хелмнско војводство, које се налазило у покрајини Краљевска Пруска, а касније и у већој Великопољској покрајини. Његов главни град био је Хелмно, док је највећи град био Торуњ, који је као краљевски град постао један од највећих и најбогатијих градова Пољске и био је место бројних значајних догађаја у историји Пољске.

### Модерни период
Торуњ је био родно место познатог астронома Николе Коперника (рођеног 1473. године) и место смрти пољског краља Јана I Алберта (1501. година). Краљевска ковница новца је почела са радом у Торуњу 1528. године. Торуњ је био место одржавања Сејма Пољско-литванског комонвелта (парламента) 1576. и 1626. године, и тромесечног конгреса европских католика, лутерана и калвиниста, који се сматра важним догађајем у историји међурелигијског дијалога, одржаног 1645. године на иницијативу краља Владислава IV Вазе у време када су се верски сукоби дешавали у многим другим европским земљама и када се западно од Пољске увелико водиоТридесетогодишњи рат.
Најистакнутије образовне институције Хелмнске земље биле су Академска гимназија у Торуњу, основана 1594. године, и Хелмнска академија у Хелмну, која је првобитно била локална гимназија. То се догодило 1692. године, да би 1756. године постала филијала Јагелонског универзитета у Кракову, најстаријег и водећег пољског универзитета. Гжегож Гервази Горчицки, један од највећих пољских барокних композитора, био је предавач на Академији у Хелмну 1690-их.
Године 1772, као резултат Прве поделе Пољске, Хелмнска земља (са изузетком Торуња, анектираног 1793. године) је припала Краљевини Пруској. Између 1807. и 1815. године Хелмнска земља је била део пољског Варшавског војводства, а Торуњ је чак био и привремена престоница војводства у априлу и мају 1809. године. Године 1815. поново је анектирана од стране Пруске: најпре постаје део Великог војводства Позен, али је 1817. године укључена у покрајину Западна Пруска. Локално пољско становништво је организовало отпор политици германизације Пруске. Такође, као део антипољске политике, Пруси су протерали краковске професоре из Хелмна и укинули Хелмнску академију. Пан Тадеуш, епска поема Адама Мицкјевича, први пут је штампана управо у Торуњу 1858. године. Године 1875. основано је Пољско научно друштво у Торуњу, једна од водећих организација такве врсте у подељеној Пољској.
Године 1878, познати пољски хирург Лудвик Ридигер је отворио своју приватну клинику у Хелмну, где је изводио пионирске хируршке операције, укључујући прво у Пољској и друго у свету хируршко уклањање пилора код пацијента оболелог од рака желуца 1880. године и прву у свету ресекцију пептичког улкуса 1881. године. Међутим, 1887. године је био приморан да прода клинику једном од својих запослених, Леону Полевском, због узнемиравања од стране пруских власти.
Након Версајског споразума, Хелмнска земља је враћена Пољској у јануару 1920. године, након што су Пољаци повратили независност 1918. године. У августу 1920. године, Пољска се супротставила совјетској инвазији. У међуратном периоду регион је чинио јужни део Поморског војводства, а Торуњ је био престоница.
Након инвазије на Пољску, којом је започет Други светски рат у септембру 1939. године, подручје је окупирала нацистичка Немачка и једнострано анектирала у октобру, без икаквог међународног признања. Током окупације, пољско становништво је било изложено разним злочинима, укључујући масовна хапшења, затварање, робовласнички рад, отмицу деце, депортације у нацистичке концентрационе логоре и истребљење. Немци су спровели Интелигенцијски акциони план, планирано масовно убиство локалне пољске елите. Главна места страдања Пољака у региону су Кламри, Лопатки, Барбарка, Бжезинки, Мале Чисте, Плутово и Навра. Већ у јесен 1939. године, око 23.000 Пољака из предратног Померанског војводства је било убијено. Од 1940. до 1943. године, Торуњ је био локација транзитног логора за Пољаке протеране из региона, који је постао познат по нехуманим санитарним условима.
Ипак, пољски покрет отпора је и даље био организован у региону, а Торуњ је био седиште једне од шест главних команди Савеза оружане борбе у целој окупираној Пољској. У јануару 1945. године заузет је од стране Црвене армије и тиме је окончана немачка окупација овог дела Пољске.